# Ermenegildo Zegna
Ermenegildo Zegna (Эрменеджильдо Дзенья), сокращённо Zegna — итальянская компания, основанная в 1910 году итальянским модельером и дизайнером одежды Эрменеджильдо Дзенья. Специализируется на производстве мужской одежды, обуви, тканей и парфюмерии класса «люкс». Находится в семейной собственности, управляется уже четвёртым поколением семьи Дзенья. 

## История
Эрменеджильдо Дзенья основал свою компанию в 1910 году в коммуне Триверо. Его фирма быстро получила репутацию производителя отличных по виду и качеству мужских костюмов. К концу 1930-х годов в штате компании работало уже около 1000 человек. В 1938 году продукция Ermenegildo Zegna была впервые представлена в США.
Во время Второй мировой войны, когда другие портные перешивали старую одежду, фабрика Zegna работала с шерстью австралийских мериносов — именно тогда её ткани стали  отличаться высоким качеством. С 1960-х годов компания учредила несколько премий для фермеров разных стран за производство наиболее тонкой овечьей шерсти.
Когда к делу присоединились сыновья Эрменеджильдо Альдо (род. 1920) и Анджело (род. 1924), фирма была переименована в «Эрменеджильдо Дзенья и сыновья». К 1955 году в компании работало уже около 1400 человек.
Эрменеджильдо Дзенья скончался в 1966 году в возрасте 74 лет. Взяв бизнес в свои руки, Альдо и Анджело добавили к выпуску тонких тканей производство мужской одежды. В 1968 году они запустили в Новаре фабрику по пошиву мужских костюмов. Сыновья изучали производство шерстяных тканей в разных странах, искали лучших портных и ездили по Италии, чтобы выяснить, как предпочитают одеваться итальянцы, живущие в разных местах. Они занялись международной экспансией бизнеса: так, в 1970 году открылась фабрика Zegna в Испании. В 1973 году к ней добавилась ещё одна, а в 1975 году было запущено производство в Греции (это предприятие закрылось два года спустя). В 1977 году была открыта фабрика в Швейцарии (ныне на ней работает около 900 человек). 
В 1980 году компания открыла свой первый магазин в Париже, а в 1985 году — в Милане. 
К 1999 году на балансе компании было восемь фабрик в Италии, две в Испании, три в Швейцарии и по одной в Мексике и Турции К 2007 году количество магазинов выросло до 525.
Альдо Дзенья умер в 2000 году. Анджело Дзенья оставался почётным президентом компании до самой смерти в августе 2021 года. Ныне компанией управляет четвёртое поколение семьи Дзенья.
В 2003 году «лицом» Ermenegildo Zegna стал актёр Эдриен Броуди. Он представил рекламную кампанию мужской одежды сезонов «Весна-лето 2003» и «Осень-зима 2003».
В 2010 году отмечалось столетие компании.

## Продукция
Ассортимент Ermenegildo Zegna включает в себя ткани, костюмы, галстуки, плащи, куртки, свитеры, пиджаки, рубашки, футболки, аксессуары и спортивную одежду.
В год компания выпускает около 2,3 млн метров ткани, 600 тыс. костюмов, 1,6 млн товаров спортивной одежды и 1,7 млн других текстильных изделий. В компании работает более 8000 сотрудников.